# Salmon River (Fraser River)
Der Salmon River (englisch für „Lachsfluss“) ist ein orographisch rechter Nebenfluss des Fraser River in der kanadischen Provinz British Columbia.

## Flusslauf
Der Salmon River hat seinen Ursprung im Salmon Lake im äußersten Westen des Fraser-Fort George Regional Districts auf einer Höhe von 914 m. Er fließt in überwiegend südlicher Richtung durch das Nechako Plateau. Er nimmt den Great Beaver Creek, den Abfluss des Great Beaver Lake, von rechts auf. Anschließend wendet sich der Salmon River nach Südosten. Der Muskeg River trifft linksseitig auf den Salmon River. Er fließt westlich an Summit Lake vorbei und mündet 20 km nordöstlich von Prince George in den Fraser River. Der Salmon River hat eine Länge von etwa 200 km. Er entwässert ein Areal von 4230 km². Am Pegel 08KC001 (⊙) nahe der Mündung beträgt der mittlere Abfluss 29 m³/s.